# Христо Попадийн
Христо Попадийн е български футболист, защитник, младежки и юношески национал на България. Към юли 2022 година е състезател на ПФК Славия (София).

## Кратка спортна биография
Роден на 4 януари 1994 г. в гр. София. Израства в школата на столичния гранд ПФК Левски (София). През 2013 година от ДЮШ на Левски е даден под наем за обиграване в италианския тим на АК Киево Верона. Връща се в Левски за сезон 2013 – 2014, като прави официалния си дебют за клуба в мача за Купата на България срещу ПФК Пирин (Гоце Делчев), спечелен от Левски с 0:5. Даден е под наем на втородевизионния Витоша (Бистрица) в началото на 2014 г., като остава в клуба до края на сезона.
След като срокът на преотстъпване във Витоша приключва, Попадийн напуска Левски (София) и се мести в тима на ПОФК Ботев (Враца). Дебютира за отбора в мач срещу ПФК Добруджа (Добрич) на 2 август 2014 г.
На 12 януари 2015 г. Попадийн преминава в отбора на ПФК Локомотив (Мездра).
Благодарение на добрите си игри, Попадийн получава няколко оферти от отбори от Първа лига, но той избра да премине в новосъздадения дублиращ отбор на ПФК Лудогорец (Разград).
На 23 септември 2015 г. дебютира в двубой на първия отбор на Лудогорец, в двубой от турнира за Купата на България, срещу тима на бившият му тим на Локомотив (Мездра).
На 9 ноември 2016 г. Попаданий е освободен от Лудогорец. През февруари 2017 г., подписва с тима на Витоша (Бистрица), но остава в клуба само 4 месеца, преди на 6 юни 2017 г. да подпише двугодишен договор с ПФК Дунав (Русе).
През лятото на 2019 година преминава в тима на ПФК Славия (София).https://www.sportal.bg/news.php?news=787229